# Souk Jedid
Souk Jedid (àrab: السوق الجديد, as-Sūq al-Jadīd, ‘el Mercat Nou’) és una petita ciutat de Tunísia a la governació de Sidi Bouzid, situada uns 9 km al sud de la capital, Sidi Bouzid, amb uns 1500 habitants (encara que té petits nuclis a la rodalia que augmenten aquest nombre). És capçalera d'una delegació entre el Djebel Boudinar, a l'est, i el Djebel El Kebar, a l'oest, que arriba fins a Zafzaf, al sud. La delegació té 21.580 habitants.

## Economia
L'economia de la seva comarca està basada en l'olivera i fou el centre del comerç de les produccions locals.

## Administració
Com a delegació o mutamadiyya, duu el codi geogràfic 43 59 (ISO 3166-2:TN-12) i està dividida en set sectors o imades:
- Souk Jedid (43 59 51)
- Ghiriouis (43 59 52)
- Ksaîra (43 59 53)
- Sekdal (43 59 54)
- Erremelia (43 59 55)
- Ezzafzaf (43 59 56)
- Bir Badr (43 59 57)

Al mateix temps, des de l'11 de setembre de 2015 forma una municipalitat o baladiyya (codi geogràfic 43 22), constituïda pel decret governamental núm. 2015-1271.